# Magnetar
Magnétar je vrsta nevtronske zvezde z izjemno močnim magnetnim poljem (od ∼109 do 1011 T, od ∼1013 do 1015 G), katere destabilizacija povzroči izbruhe visoko energijskega elektromagnetnega sevanja, točneje izbruhe rentgenskih žarkov in žarkov gama. Teoretični koncept magnetarja sta leta 1992 predstavila ameriška astrofizika Robert Duncan in Christopher Thompson, dejanske žarke gama iz magnetarja pa naj bi prvič zaznali že 5. marca 1979. V naslednjem desetletju se je hipoteza široko uveljavila kot verjetna razlaga za repetitorje z mehkimi gama žarki (SGR) in anomalne rentgenske pulzarje (AXP). 1. junija 2020 so astronomi poročali o zožitvi izvora hitrih radijskih izbruhov (FRB), ki bi lahko vključevali tudi »združitve kompaktnih teles in magnetarjev, nastalih pri običajnem kolapsu jeder supernov«.

## Nastanek
Po supernovi, ko se zvezda sesede v nevtronsko zvezdo, se gostota magnetnega polja zelo poveča, saj se po Maxwellovih enačbah elektromagnetnega polja linearna razsežnost namagnetenega telesa prepolovi oz. zmanjša za dvakrat, kar pomeni, da se gostota magnetnega polja poveča za štirikrat; slednja znaša torej približno 108 T. Domnevano je, da naj bi se magnetno polje po teoriji dinama (tj. preko vrtenja ter konvekcije električno prevodnega ioniziranega plina) ojačalo do 1011 T oz. 1015 G. Rezultat tega naj bi bil torej magnetar.
Potresni sunki na površju magnetarja povzročijo nestabilnost zvezde in s tem tudi nestabilnost magnetnega polja, kar pogosto vodi do izjemno močnih izbruhov žarkov gama, ki so jih na Zemlji zaznali v letih 1979, 1998 in 2004. Najmočnejše sevanje žarkov gama kot posledica destabilizacije magnetarja SGR 1806–20 je doseglo Zemljo 27. decembra 2004 in je trajalo 380 s. Energija, ki se je sprostila iz omenjenega magnetarja v prvi desetini sekunde, je bila tolikšna, kot jo Sonce izseva v 250.000 letih.

## Značilnosti
O fizični zgradbi magnetarjev ni veliko znanega, saj nobeden znani magnetar ne leži blizu Zemlje. V splošnem imajo premer približno 20 km, vendar so veliko masivnejši od našega Sonca. Gostota magnetarja je namreč tolikšna, da bi delček njegove snovi velikosti naprstnika (tj. nevtronij) na Zemlji tehtal več kot 100 milijonov ton.
Magnetarji se tudi hitro vrtijo, pri čemer večina dopolni en obrat v času ene do desetih sekund. Aktivna življenjska doba magnetarjev je kratka. Njihovo močno magnetno polje razpade že po 10.000 letih, zaradi česar postanejo neaktivni, v skladu s tem pa prenehajo oddajati močne rentgenske žarke. Glede na opaženo število magnetarjev naj bi znašalo število neaktivnih magnetarjev v naši Galaksiji okoli 30 milijonov ali več.

### Magnetno polje
Glavna značilnost magnetarjev je izjemno močno magnetno polje, katerega gostota lahko doseže vrednosti nekaj 10 GT, kar je stotisočkrat močnejše od kateregakoli magneta na Zemlji in kvadrilijonkat močnejše kot Zemljino magnetno polje, ki znaša okrog 0,04 mT. Za magnetarje trenutno velja, da so najbolj namagnetena nebesna telesa v do zdaj raziskanem Vesolju.
Neodimov magnet (NdFeB) ima gostoto 1 T in gosto energije 4,0×105 J/m3. Magnetarjevo polje ima gostoto energije približno 4,0×1025 J/m3. To torej pomeni, da bi bilo tovrstno magnetno polje smrtonosno tudi na razdalji 1000 km in bi dobesedno raztrgalo tkiva organizma zaradi diamagnetizma vode. Na polovični razdalji do Lune bi magnetno polje uničilo magnetni zapis na kreditnih karticah po vsej Zemlji.